# Курунда
Курунда   (алт. Корымду) — село в Усть-Коксинском районе Республики Алтай России. Входит в состав Усть-Коксинского сельского поселения. 

## География
Расположен в приграничной территории юго-западной части Республики Алтай в горно-степной зоне и находится у реки Курунда. В полутора километрах к западу — с.  Кастахта.
Абсолютная высота 1216 метров выше уровня моря
.
Уличная сеть состоит из шести географических объектов: Кедровый пер.,  ул. Весенняя,  ул. Нагорная,  ул. Партизанская,  ул. Садовая,  ул. Центральная.

## Население
| 2010 | 2011 | 2012 | 2013 | 2014 | 2015 |
| ---- | ---- | ---- | ---- | ---- | ---- |
| 228  | ↗229 | →229 | ↘221 | ↗222 | ↘215 |
| 2016 |      |      |      |      |      |
| ↗216 |      |      |      |      |      |

Национальный состав
По результатам Всероссийской переписи населения 2002 года, алтайцы составляли 100 % от общей численности жителей села, которых на тот момент было 221 человек.

## Инфраструктура
Личное подсобное хозяйство. Животноводство.

## Транспорт
Находится на автодороге регионального значения «Баштала - Курунда» (идентификационный номер 84К-7) протяженностью 11,516 км. (Постановление Правительства Республики Алтай от 12.04.2018 N 107 «Об утверждении Перечня автомобильных дорог общего пользования регионального значения Республики Алтай и признании утратившими силу некоторых постановлений Правительства Республики Алтай»).
Просёлочные дороги.